# Spilosoma
Spilosoma é um gênero de traça pertencente à família Arctiidae.